# Miner cua-roig
El miner cua-roig (Ochetorhynchus melanurus) és una espècie d'ocell de la família Furnariidae.
És endèmic a Xile. El seu hàbitat són zones de matoll subtropicals o tropical seques a més de zones de matoll de gran altitud subtropicals o tropicals.